# Цетрария
Цетрария (лат. Cetraria) — род лишайников семейства Пармелиевые (Parmeliaceae). Ранее в него включалось от 45 до 70 видов; по более современным данным род насчитывает до 15 видов.

## Описание

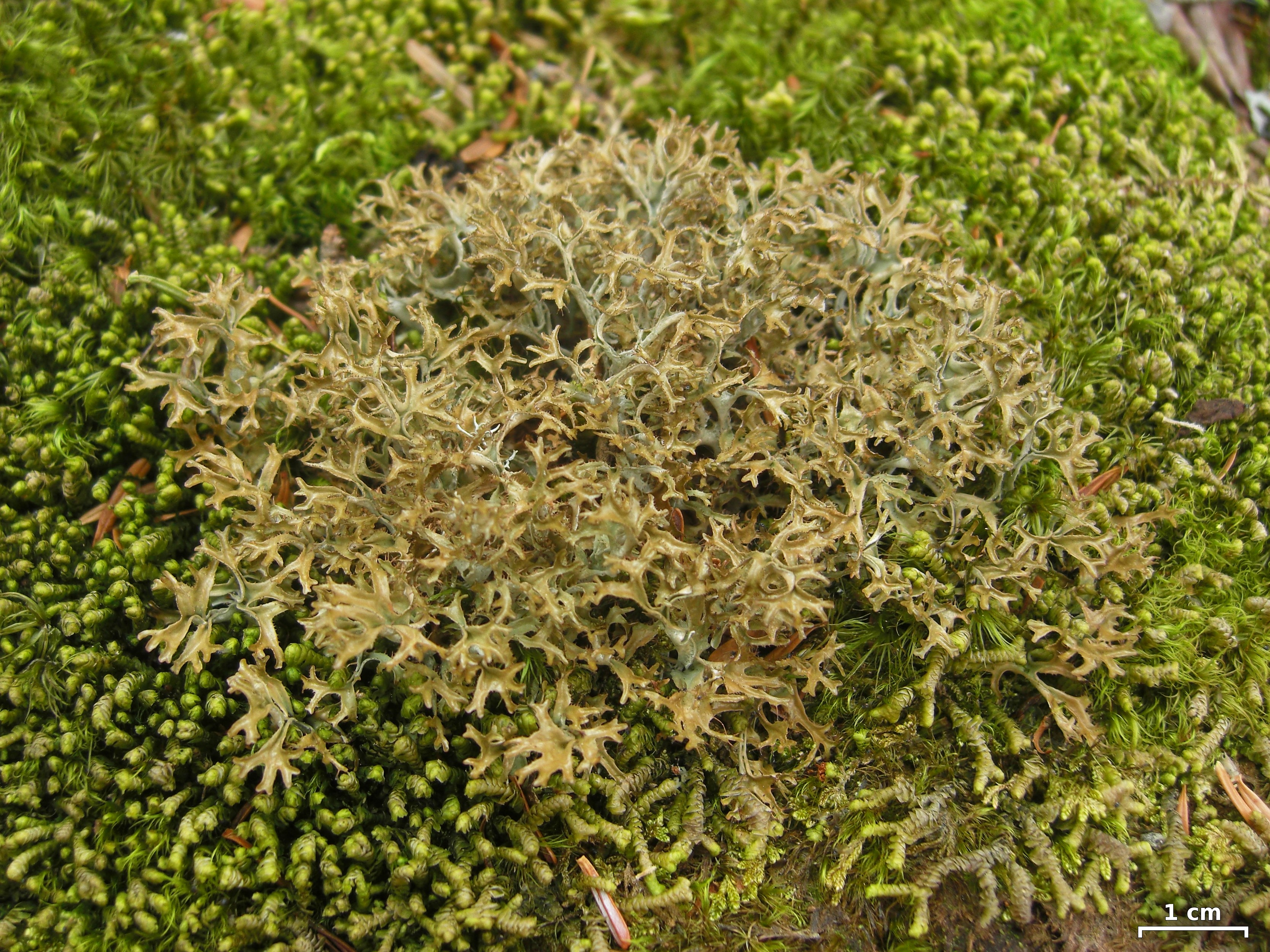
Цетрария сглаженная

Таллом от листовато-лопастного до кустистого, высотой до 12 см, с ризоидами; лопасти плоские или трубчатые, по краям часто с ресничками. Окраска беловато-зелёного, сероватого, желтоватого и коричневого цвета. Апотеции расположены на краях верхних, реже нижних, лопастей. Споры эллипсоидные, бесцветные. Пикнидии на краях лопастей, реже на поверхности слоевища. Часто развиваются соредии и изидии.

### Химический состав
Таллом содержит протолихестериновую, лихестериновую, фумарпроцетраровую и норстиктовую кислоты. Некоторые виды содержат ядовитую вульпиновую кислоту.

## Ареал
Распространена в Северном и Южном полушариях. Часто встречается в Арктике и в бореальных лесах. Два вида — Cetraria islandica и Cetraria sepincola — широко распространены по всему земному шару.

## Среда обитания
Характерные представители сосновых лесов, болот и тундр. Могут расти на почве, камнях и скалах, среди мхов, на стволах и ветвях деревьев (хвойных, берёз и пр.) и кустарников.

## Значение
Играют важную роль в формировании растительного покрова, образуя лишайниковые сообщества. Напочвенные виды относятся к группе ягелей, которые служат кормом северным оленям. Некоторые виды используются в народной медицине. В частности, цетрария исландская — противоцинготное средство. В некоторых местах она даёт большую биомассу, но прирост происходит медленно.

## Виды
- Cetraria aculeata (Schreb.) Fr., 1826 — Цетрария колючая
- Cetraria australiensis W.A. Weber ex Kärnefelt, 1977
- Cetraria corrugata (R.F. Wang, X.L. Wei et J.C. Wei) Divakar, A. Crespo et Lumbsch, 2017
- Cetraria endochrysea (Lynge) Divakar, A. Crespo et Lumbsch, 2017
- Cetraria flavonigrescens (A. Thell et Randlane) Divakar, A. Crespo et Lumbsch, 2017
- Cetraria isidiigera (Kurok. et M.J. Lai) Divakar, A. Crespo et Lumbsch, 2017
- Cetraria islandica (L.) Ach., 1803 — Цетрария исландская
- Cetraria laevigata Rass., 1943 — Центрария сглаженная
- Cetraria laii Divakar, A. Crespo et Lumbsch, 2017
- Cetraria minuscula (Elenkin et Savicz) McCune, 2018
- Cetraria muricata (Ach.) Eckfeldt, 1895 — Цетрария остроконечная
- Cetraria odontella (Ach.) Ach., 1814 — Цетрария зубчиковая
- Cetraria sepincola (Hoffm. ) Ach., 1803 — Цетрария заборная
- Cetraria sinensis (X.Q. Gao) Divakar, A. Crespo et Lumbsch, 2017
- Cetraria wangii Divakar, A. Crespo et Lumbsch, 2017
- Cetraria weii Divakar, A. Crespo et Lumbsch, 2017